# Anne-Lise Thurler
Anne-Lise Thurler, née le 5 novembre 1960 à Fribourg et morte le 18 janvier 2008 à Villeneuve, est une romancière vaudoise.

## Biographie
Anne-Lise Thurler parcourt le monde avant d'entamer des études de sciences politiques à l'Université de Lausanne où elle travaille ensuite comme assistante. Elle est mère de deux enfants.
Très active au sein d'organisations humanitaires, elle écrit des textes pour des revues dont Écriture et D'autre par. Spécialiste des formes brèves, elle publie deux recueils de nouvelles, Scènes de la mort ordinaire (1994) et L'enfance en miettes (1998). Elle publie plusieurs romans, dont Le Crocodile ne dévore pas le pangolin (1996) et Lou du fleuve (2000) dans lequel elle décrit le lien profond qui unit une jeune fille et un fleuve.
Membre du groupe d'Olten, Anne-Lise Thurler a également écrit plusieurs livres pour enfant, parmi ceux-ci L'enfant et le pangolin au pays des crocodiles (2000). En 2007, elle publie La fille au balcon, dans lequel elle évoque les difficiles relations mère-fille.

## Œuvre

### Romans et recueils de nouvelles
- Scènes de la mort ordinaire, Zoé, 1994 (nouvelles)
- Le Crocodile ne dévore pas le pangolin, Zoé, 1996 (roman)
- L'Enfance en miettes, Zoé, 1998 (nouvelles)
- Lou du fleuve, Zoé, 2000 (roman)
- Aube noire sur la plaine des merles : en collab. avec Salajdin Doli, Clé de sel, 2003 (Coll. Les bords du monde)
- La Fille au balcon : récit d'une enfance bourgeoise, Zoé, 2007

### Livres pour enfants
- L'enfant et le pangolin au pays des crocodiles, ill. de Maté Mermoud, Éditions Loisirs et Pédagogie, 1998
- Phantasia, ill. Maté Mermoud, Éditions Loisirs et Pédagogie, 2000
- Marie-Mo et le pangolin à l'anniversaire du roi Finard, ill. de Maté Mermoud, Éditions Loisirs et Pédagogie, 2002

## Sources
- « Anne-Lise Thurler », sur la base de données des personnalités vaudoises sur la plateforme « Patrinum » de la Bibliothèque cantonale et universitaire de Lausanne.
- Histoire de la littérature en Suisse romande, sous la dir. de R. Francillon, vol. 4, p. 456
- Anne-Lise Delacrétaz, Daniel Maggetti, Écrivaines et écrivains d'aujourd'hui, p. 398
- 24 Heures 2008/01/19-20 p. 34 & 2008/01/19-20 p. 11